# Junsele kyrka
Junsele kyrka är en kyrkobyggnad i Sollefteå kommun. Den är församlingskyrka i Junsele församling, Härnösands stift.

## Kyrkobyggnaden
Flera träkyrkor har avlöst varandra i trakten. Föregående kyrka var av trä och uppfördes 1763 av byggmästare Per Zakrisson i Kubbe, Anundsjö socken. Han byggde även klockstapeln. Kyrkorummet hade målningar av Abraham Segerström, utförda 1770. Kyrkan och stapeln revs 1885 när den nuvarande stenkyrkan byggdes på andra sidan Ångermanälven.
Nuvarande stenkyrka byggdes 1885 efter ritningar av arkitekt Ludvig Hedin och invigdes samma år. Byggnaden består av långhus med ett smalare femsidigt kor i öster där även sakristian är inhyst. Vid långhusets västra sida finns kyrktornet.

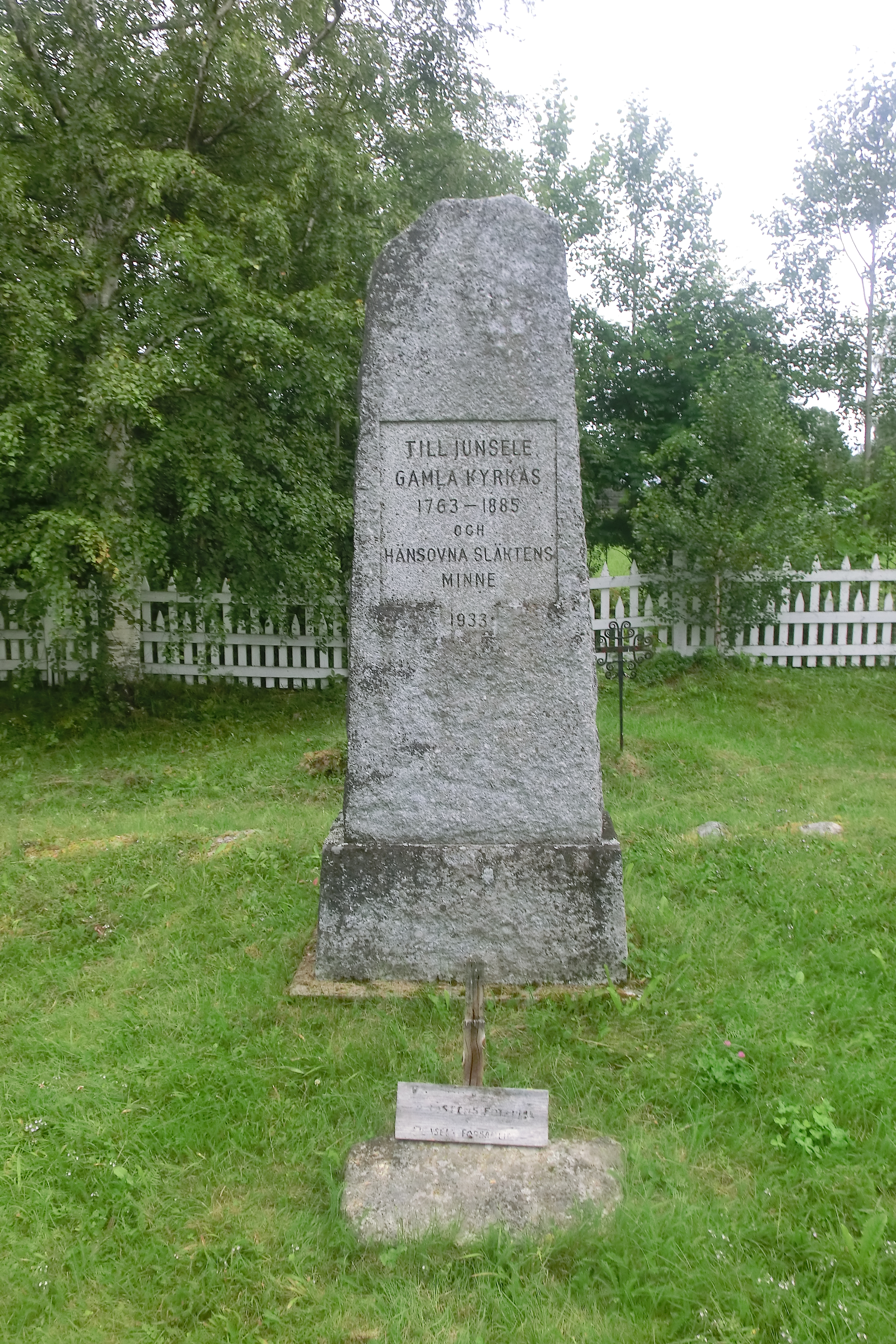
Minnesmärke över Junsele gamla kyrka.

## Inventarier
- Ett processionskrucifix är från 1200-talet.
- Ett altarskåp är från början av 1500-talet.
- Predikstolen är från 1600-talet.

## Orglar
- 1892 byggde Anders Victor Lundahl, Stockholm, en Rörpneumatisk orgel med 17 stämmor fördelade på 2 manualer och 1 pedal. Den var mycket avancerad och lättspelad gentemot de tidigare mekaniska orglarna. Rörpneumatiksystemet hade Lundahl lärt sig i Tyskland där han arbetat och sedan också förfinat. Genomgång av orgeln här.[2]